# S. Corinna Bille
S. Corinna Bille (* 29. August 1912 in Lausanne als Stéphanie Bille; † 24. Oktober 1979 in Sierre) war eine Schweizer Schriftstellerin aus der Romandie.

## Leben
S. Corinna Bille wurde als Tochter des Glasmalers Edmond Bille und der Catherine Tapparel aus Corin (Gemeinde Crans-Montana) geboren. Während ihres einjährigen Internatsaufenthalts bei den Dominikanerinnen in Luzern erfuhr sie vom Tod ihres Halbbruders. 1934 heiratete sie den Schauspieler Vital Geymond. Mit ihm lebte sie in Paris, reiste nach Italien und Spanien.
Ins Wallis zurückgekehrt, lernte sie den Schriftsteller Maurice Chappaz kennen; sie heirateten 1947 und hatten drei Kinder. 1954 publiziert sie eine Erzählung über eine Fuss-Wanderung mit ihrem Ehemann nach Maggiatal. 1957 zogen sie nach Veyras.
1939 wurde ihr erstes Buch, der Gedichtband Printemps verlegt, 1944 ihr Romanerstling Théoda. Den Schwerpunkt ihres reichen literarischen Schaffens bilden aber ihre Erzählungen: Mit La Fraise noire (1968) wurde sie erst über die Schweizer Grenze hinaus bekannt, mit La Demoiselle sauvage (1974) gewann sie den Prix Goncourt de la Nouvelle.
Sie erkrankte 1979 während einer Reise in die damalige Sowjetunion und verstarb kurz darauf im Spital von Siders. Ihr Nachlass befindet sich im Schweizerischen Literaturarchiv in Bern.

## Auszeichnungen
- 1974: Gesamtwerkspreis der Schweizerischen Schillerstiftung
- 1975: Prix Goncourt de la Nouvelle

## Werke (auf Deutsch)
- Ich werde das Land durchwandern, das Du bist. Briefwechsel mit Maurice Chappaz, 1942–1979 (Jours fastes). Deutsch und Hg. von Lis Künzli. Edition Blau im Rotpunktverlag, Zürich 2019, ISBN 978-3-85869-830-8
- Zwei Mädchenleben. Erzählungen (Deux passions, 1979). Wunderlich, Tübingen 1980, ISBN 3-8052-0332-2
- Ländlicher Schmerz. Erzählungen (Douleurs paysannes, 1953). Deutsch von Elisabeth Dütsch. Einleitung von Anne Cuneo. Limmat, Zürich 1989, ISBN 3-85791-147-6
- Hundert kleine Liebesgeschichten. Erzählungen (Cent petites histoires d’amour, 1978). Deutsch von Elisabeth Dütsch. Im Waldgut, Frauenfeld 1992, ISBN 3-7294-0078-9
- Mädchen auf weißem Pferd. Erzählungen (La Demoiselle sauvage, 1974). Im Waldgut, Frauenfeld 1999, ISBN 3-7294-0222-6
- Das Vergnügen, eine eigene neue Welt in der Hand zu halten. Ein Lesebuch. Huber, Frauenfeld 2008, ISBN 978-3-7193-1482-8
- Von der Rhone an die Maggia. Erzählung einer Wanderung (A Pied du Rhône à la Maggia, 1957). Deutsch von Hilde Fieguth. Rotpunktverlag, Zürich 2011, ISBN 978-3-85869-458-4
- Dunkle Wälder. Roman (Forêts obscures, 1989). Deutsch von Hilde Fieguth. Rotpunktverlag, Zürich 2012, ISBN 978-3-85869-471-3
- Alpenblumenlese. Kleine Prosa (Florilège alpestre, 1953). Deutsch von Hilde Fieguth. Rotpunktverlag, Zürich 2012, ISBN 978-3-85869-490-4
- Schwarze Erdbeeren. Erzählungen (La Fraise noire, 1968). Deutsch von Marcel Schwander. Benziger, Zürich 1975; Nagel & Kimche, München 2012, ISBN 978-3-312-00535-2
- Théoda. Roman (Original-Titel: Théoda, 1944). Steinberg, Zürich 1964; Castella Verlag, Albeuve 1985; Rotpunktverlag, Zürich 2014, ISBN 978-3-85869-585-7
- Venusschuh. Roman (Le Sabot de Vénus, 1952). Deutsch von Hilde Fieguth. Im Waldgut, Frauenfeld 2007; Rotpunktverlag, Zürich 2015, ISBN 978-3-85869-661-8
- Für immer Juliette. Roman (Juliette éternelle, 1971). Deutsch von Lis Künzli. Edition Blau im Rotpunktverlag, Zürich 2017, ISBN 978-3-85869-741-7
- Hundert kleine Schauergeschichten.(Cent petites histoires cruelles, 1973). Deutsch von Lis Künzli. Edition Blau im Rotpunktverlag, Zürich 2023, ISBN 978-3-85869-979-4
- Meerauge. Roman (Œil-de-Mer, 1989). Aus dem Französischen und herausgegeben von Lis Künzli. Rotpunktverlag, Zürich 2024, ISBN 978-3-03973-018-6.